# Braziliaans rugby sevensteam (vrouwen)
Het Braziliaans rugby sevensteam is een team van rugbyers dat Brazilië vertegenwoordigt in internationale wedstrijden.

## Wereldkampioenschappen
Brazilië heeft alle edities deelgenomen, met als beste resultaat was tiende in 2009
- WK 2009: 10e
- WK 2013: 13e
- WK 2018: 13e
- WK 2022: 11e

## Olympische Zomerspelen
Brazilië mocht als gastland deelnemen aan de Olympische Zomerspelen 2016 en eindigde als negende.
- OS 2016: 9e
- OS 2020: 11e
- OS 2024: 10e